# Hidalgo, Durango
Hidalgo là một đô thị thuộc bang Durango, México. Năm 2005, dân số của đô thị này là 4208 người.